# Лернер, Николай Никитич
Николай Никитич Лернер (1884 — 1946) — российский и советский драматург.
Автор пьес на исторические сюжеты. Обладал хорошим знанием сцены, умел эффектно построить пьесу, занимательную интригу, его исторические мелодрамы обычно были компактны, не требовали сложных декораций и пользовались успехом в периферийных театрах.

Попытки Лернера выйти за пределы жанра и более серьёзно осмыслить образы прошлого потерпели неудачу из-за склонности автора к сенсационности сюжета и грубой модернизации истории.

## Произведения
- Николай I (1922)
- Царевна Софья (1923)
- Фаворитка Петра I (1924)
- Правительница Руси (1925)
- Брат наркома (1926)
- Пушкин и Николай I (1927)
- Барщина (1928)
- В селе Михайловском. Утаённая любовь (1929)
- Николай Чернышевский (1929)
- Великий каторжанин (1931)
- Гоголь над Бездною (1934)
- Декабристы и Пушкин (1934)
- Дело Касимова (1939)